# Calculus

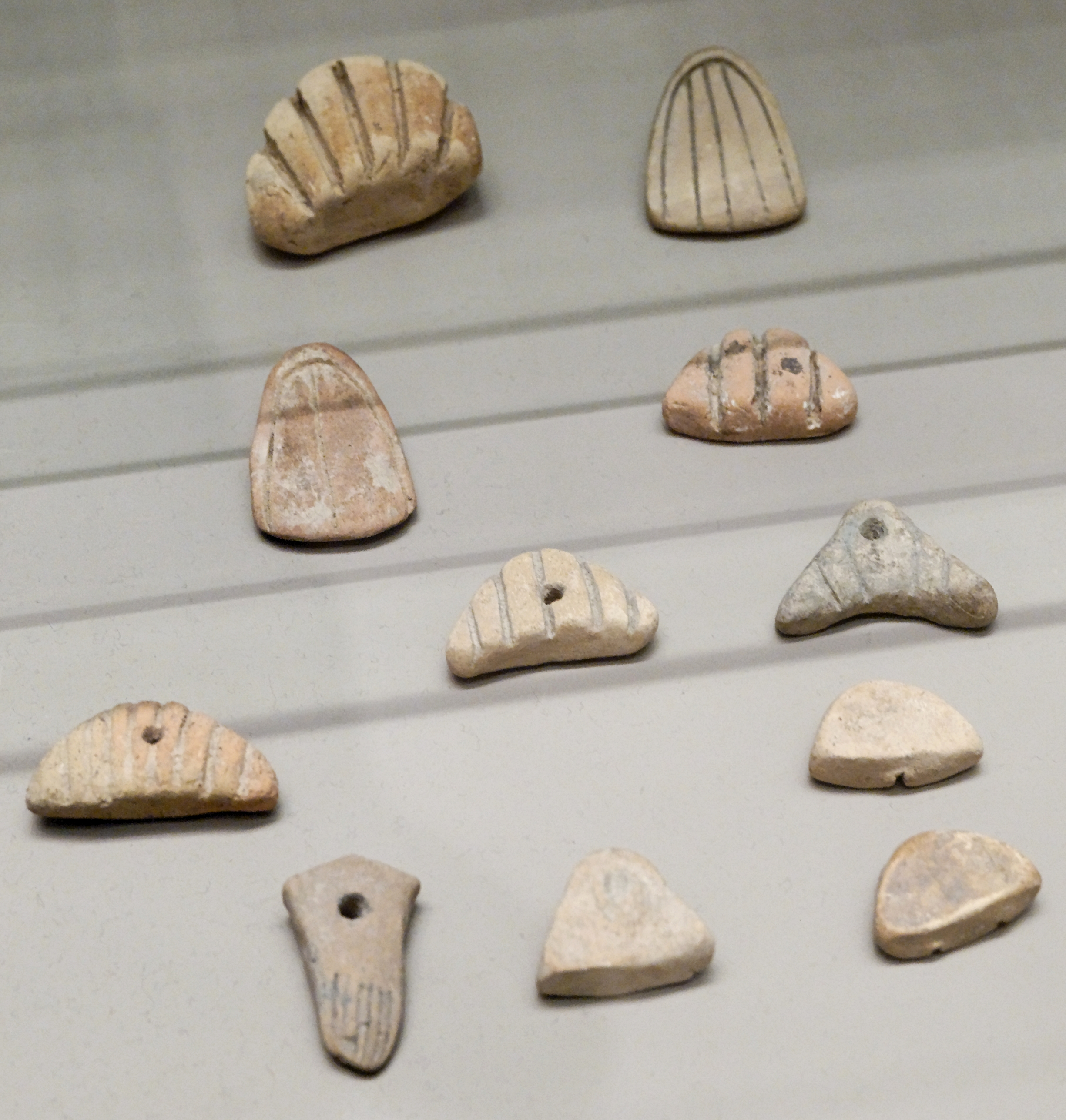
Rechensteine aus Susa

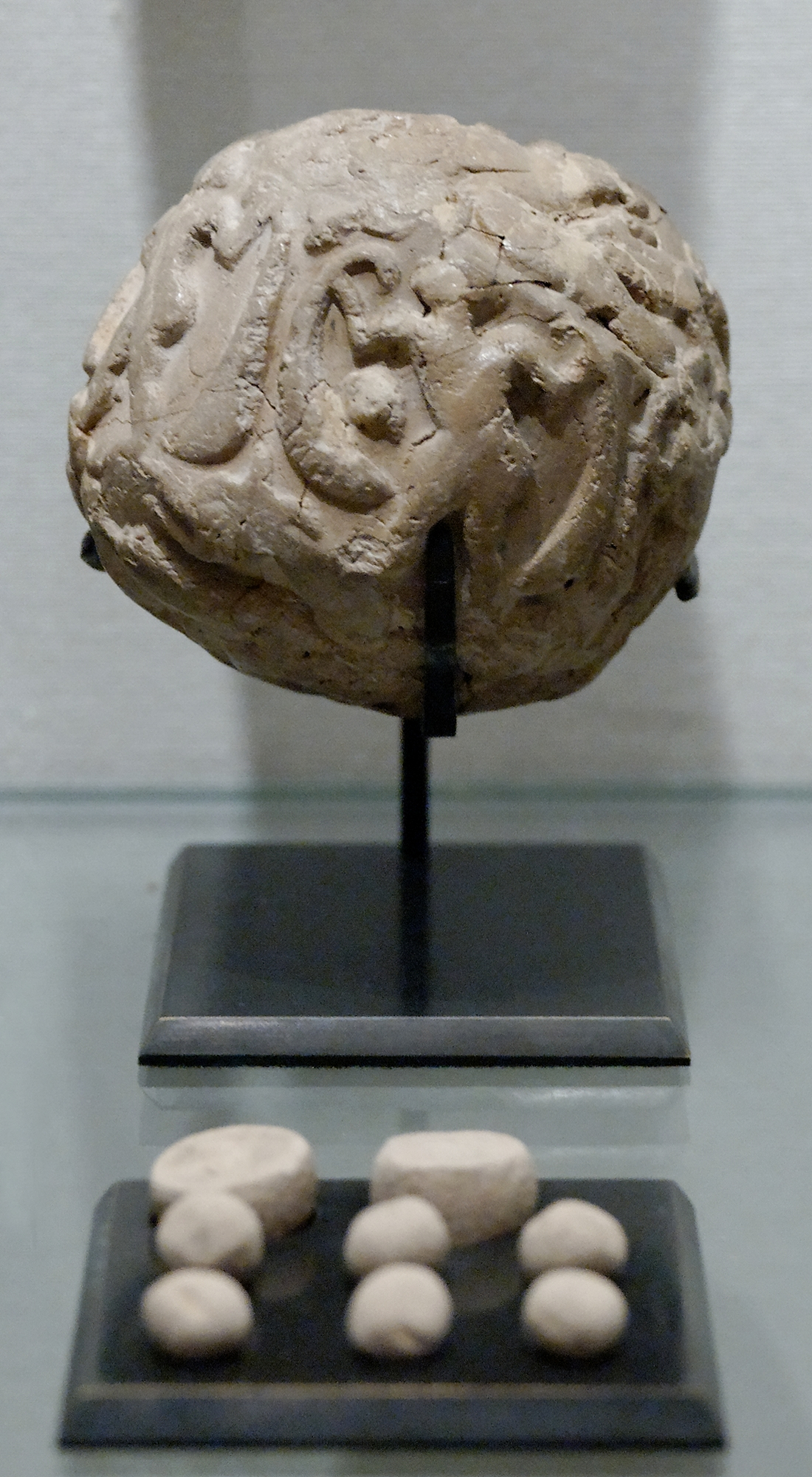
Gesiegelte Tonbulle mit Zählsteinen

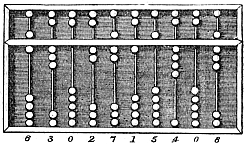
Calculi auf einem Abakus

Calculus (lateinisch für „kleiner Kieselstein“, Diminutiv von calx, (Kiesel)-Stein, Plural: calculi), ursprünglich als Rechenstein, beispielsweise bei einem Abakus verwendet.
Das Aufkommen der Tempelwirtschaft führte bereits im Vorfeld der Hochkulturentwicklung zum Abbilden von Zahlen und zu Hilfsmitteln, die das Rechnen erleichterten. Bei den Calculi oder auch Tokens als Zählsteine handelt es sich um kleine Steinchen, später um Tonstückchen mit eingravierten geometrischen Zeichen, die beispielsweise in den Hochkulturen Mesopotamiens als Hilfsmittel zur Abrechnung bei Warenlieferungen dienten.

## Geschichte
Die ersten Hilfsmittel zur Verarbeitung von Sachen, Waren und Zahlen waren sicherlich die zehn Finger der Hände der Menschen. Unter diesem Gesichtspunkt wird erklärlich, dass noch frühe Hochkulturen sowohl mit Fünfer-Zahlensystemen (Griechen, Römer, Maya, Chinesen) als auch mit Zehner-Systemen (Ägypter, Sumerer und Babylonier) arbeiteten. Tokens werden in den Siedlungen des Nahen Ostens aus der Zeit von 8000 bis 3000 v. Chr. gefunden. Vor etwa 5200 Jahren wurde von den Sumerern im südlichen Mesopotamien (unabhängig davon etwa gleichzeitig auch in Ägypten) eine Schrift entwickelt. Sie bestand aus über tausend Zeichen. Etwa sechzig davon kann man als Vorläufer der späteren Zahlen ansehen. In dieser Proto-Keilschrift, wie die archaische Vorform der Keilschrift genannt wird, sind etwa 5000 Tontafeln und Tafelfragmente überliefert, die meisten aus Uruk.
Noch vor Ausbildung der Schrift wurden die Ausdrucksmöglichkeiten dieses Hilfsmittels dadurch erweitert, dass man gewissen Formen der Tokens Zahlenwerte zuwies. Ein konischer Zählstein kann den Zahlenwert „1“, eine Kugel den Wert „10“ und ein großes kegelförmiges Tonstück den Wert „60“ bedeutet haben. Eine andere Möglichkeit ist, dass die Form bestimmte Waren oder Grundnahrungsmittel (etwa eine bestimmte Menge Korn) bezeichnete. Tokens finden sich auch noch gleichzeitig mit dem Aufkommen der Schrift und einige der Tokens ähneln in Form oder Zeichnung den Schriftzeichen, was ihre Deutung als konkrete Zahl ermöglichte. Zweifellos handelte es sich bei den Tokens um früheste Kontrollsysteme des Handels. Allerdings vermochten sie nur Aspekte wie Menge und Art von Objekten (z. B. Brotlaibe, Felle, Ölkrüge) festzuhalten.
Um bei Handelsvorgängen sicherzustellen, dass der Empfänger eine Lieferung vollständig erhielt, konnte der Verkäufer die entsprechende Art und Anzahl von Tokens in eine hohle Tonkugel packen. Diese wurde mit frischem Ton verschlossen und versiegelt. Damit war eine Art „Frachtbrief“ erfunden und der Empfänger konnte nachprüfen, ob ihm der Karawanenführer auch alles ausgeliefert hat, was sein Handelspartner geschickt hatte.
Ein anderer Typ von Tokens, die an etwa in derselben Zeit in Mesopotamien erfundene Rollsiegel erinnern und auch als „Tablets“ bezeichnet werden, stammt aus der Indus-Kultur, ist aus Terrakotta und wurde in Harappa gefunden. Allerdings ist nicht klar, ob auch sie Zahlen verkörpern.

## Gebrauch
Bei den Griechen und Römern wurden Calculi beim Rechnen mit dem Abakus bzw. beim Rechnen auf Linien benutzt. Von dem lateinischen Begriff leiten sich die Wörter „kalkulieren“ und „Kalkül“ ab. Im Mittelalter sind Rechensteine auch als geprägte Rechenpfennige im Gebrauch.